# The Unpainted Woman
The Unpainted Woman è un film del 1919 diretto da Tod Browning.

## Produzione
Il film prodotto dall'Universal Film Manufacturing Company, venne girato in California, nell'Imperial Valley e nel Kentucky.

## Distribuzione
Distribuito dall'Universal Film Manufacturing Company, il film uscì nelle sale statunitensi il 26 maggio 1919.

## Trama
Charlie Holt, figlio di un ricco possidente, sposa Gudrun, una ragazza svedese che lavora per la sua famiglia. La sposa non tanto per amore quanto per reagire all'atteggiamento di sua madre e della sorella nei confronti di Gudrun, snobbata come appartenente a una classe inferiore. I due sposi hanno un bambino ma Il matrimonio si rivela infelice. Charlie si dà al bere diventando alcolizzato. Dopo cinque anni, muore al saloon durante una rissa. Gudrun, rimasta vedova, compra una piccola fattoria. Come aiutante, si prende Martin, un vagabondo che approda un giorno alla fattoria. Ma il loro rapporto suscita la gelosia di Heine che, per vendicarsi, provoca un incendio. Gudrun e il bambino rischiano di restarne vittime. Sono salvati da Martin, ma il giovane viene accusato di essere lui l'incendiario, rischiando il linciaggio. Per fortuna viene riconosciuta la responsabilità di Heine e Martin può sposare Gudrun.